# Inondations de 2007 en Tunisie
Les inondations de 2007 en Tunisie désignent une série de précipitations importantes ayant provoqué des crues en divers points du territoire tunisien durant l'automne 2007.
La principale dépression orageuse accompagnée de pluie torrentielle et de grêle intervient le 13 octobre — qui coïncide avec la deuxième journée de la fête de l'Aïd el-Fitr — et touche le nord de la Tunisie et la région de Tunis sur une ligne reliant Bizerte au cap Bon.

## Contexte
Lors des précédentes inondations en 2003, qui faillirent provoquer une révolte dans un quartier déshérité aux abords de la sebkha Séjoumi, le président Zine el-Abidine Ben Ali demande au ministère de l'équipement une étude en vue d'assurer la protection de la région de Tunis. L'étude révèle que, conséquence d'une urbanisation sauvage, « des promoteurs immobiliers ont sciemment occupé les emprises naturelles des écoulements d'eau pluviale » et les ont déplacées ailleurs. Selon les premières estimations, le coût des travaux nécessaires avoisinerait 600 millions de dinars.

## Bilan
Les fortes pluies provoquent d'importants dégâts — même si aucune évaluation détaillée n'a été rendue publique — et de lourdes pertes humaines. On dénombre au moins 18 morts même si l'agence de presse Tunis Afrique Presse publie le 14 octobre un bilan de 11 morts et confirme que des agents de la protection civile et de la garde nationale poursuivent les recherches. Parmi les disparus, la majorité se trouvaient à Sabalet Ben Ammar, au nord-ouest de la capitale, et furent emportés par les eaux des oueds en crue au volant de leurs véhicules sur la route nationale 8 reliant Tunis à Bizerte.
Les précipitations, dépassant par endroits les 174 millimètres comme à La Goulette, ont également entraîné l'interruption de la circulation à Tunis et sur plusieurs routes. La plupart des quartiers de la médina de Tunis ainsi que plusieurs rues de la capitale ont par ailleurs été inondés. Dans la région de la capitale, on mesura 77 millimètres de pluie tombés entre 08h00 et 18h00.
La présidence annonce par la suite l'annulation de la cérémonie organisée le 15 octobre à l'occasion de l'anniversaire de l'évacuation de la ville de Bizerte par les troupes françaises en 1963. Le 16 octobre, le littoral oriental, et notamment la ville de Gabès, est à son tour touché dans une moindre mesure.

## Impact

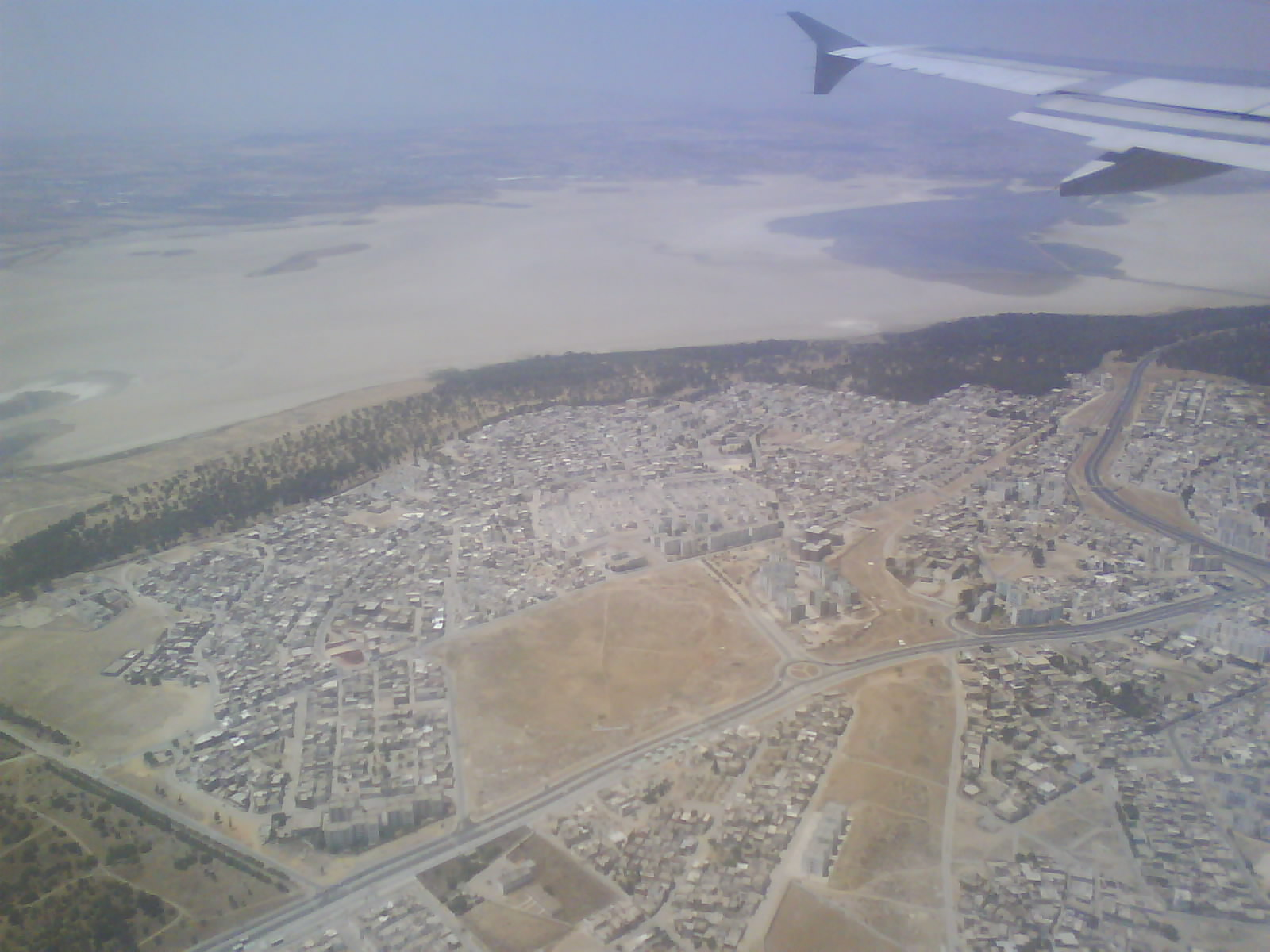
Sebkha Séjoumi, zone basse inondable dans la banlieue de Tunis, en 2008.

Ces intempéries pourraient entraîner un changement de la politique d'aménagement et d'urbanisme en Tunisie, particulièrement concernant la réalisation des ouvrages hydrauliques. En effet, la zone touchée de Sabalet Ben Ammar est considérée comme une zone inondable et comporte beaucoup de points aggravant la situation : lits d'affluents bouchés, évacuation sous l'autoroute A4 insuffisante et lit de l'oued Ammar nullement calibré. Les premières enquêtes ont dévoilé que le mauvais état de la route nationale reliant Tunis à Bizerte serait également une cause essentielle du nombre important de morts à cet endroit.
Le 15 octobre, le président Ben Ali réunit un conseil ministériel qui décide que la zone de Sabalet Ben Ammar est déclarée inondable, ce qui interdit la délivrance de tout permis de construire et impose de veiller à ce que rien ne fasse obstacle à l'écoulement des eaux. Par ailleurs, tout nouveau projet de construction devra être obligatoirement précédé d'une étude hydraulique et la coordination entre les ministères concernés améliorée.